# لجت، قوسار
لجت (به ترکی آذربایجانی: Ləcət) یک منطقه مسکونی در جمهوری آذربایجان است که در شهرستان قوسار واقع شده‌است. لجت ۶۹۳ نفر جمعیت دارد.